# Cosimo Ulivelli

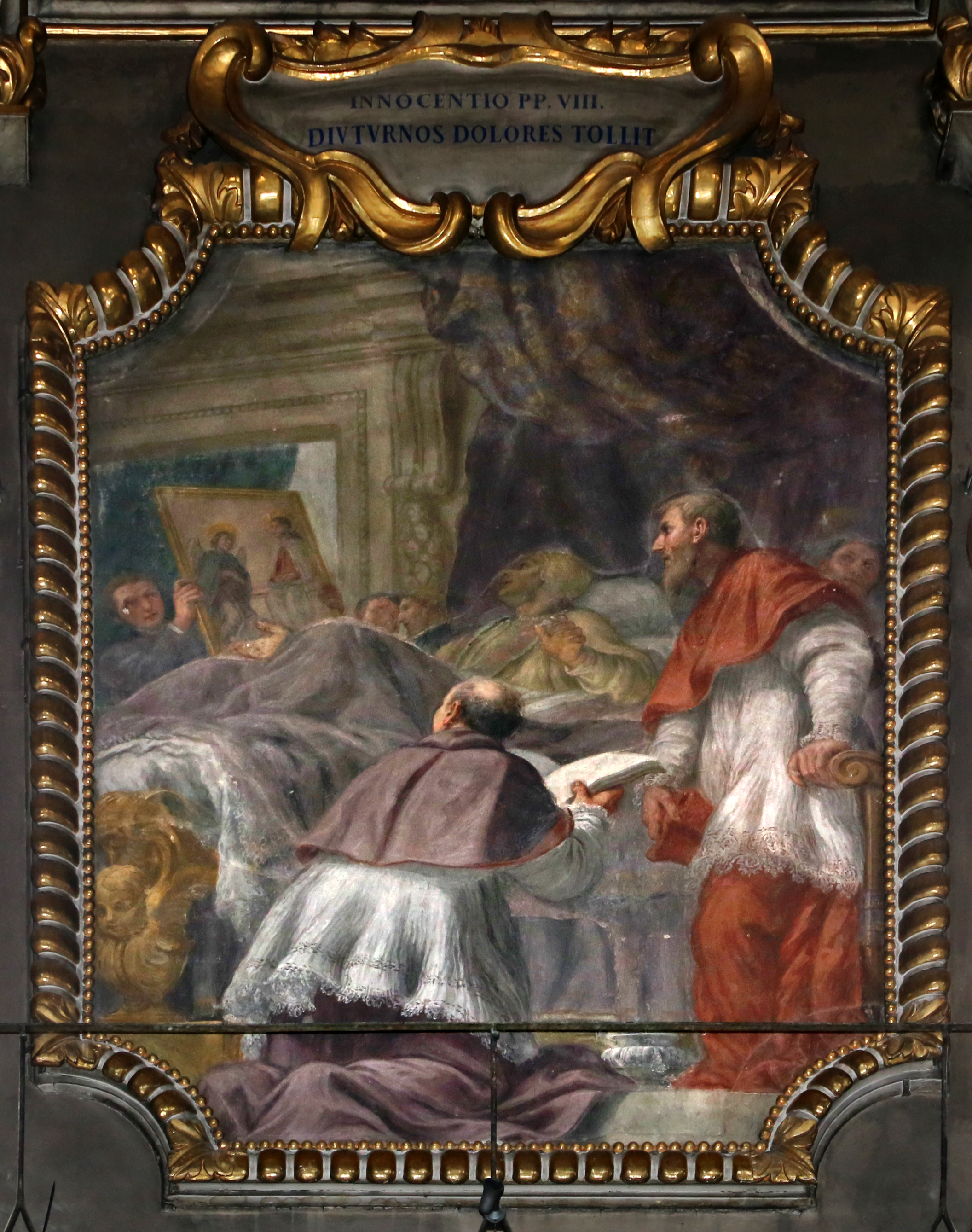
Innocenzo VIII guarito da un dolore grazie alla Madonna fiorentina dell'Annunziata, Santissima Annunziata, Firenze

Cosimo Ulivelli (Firenze, 7 novembre 1625 – Santa Maria a Monte, 8 settembre 1705) è stato un pittore di scuola barocca italiano.

## Biografia
Ulivelli fu attivo principalmente a Firenze, dove fu il maggiore allievo e assistente del Volterrano. Dopo la scomparsa del suo maestro intraprese una lunga carriera di successo, soprattutto come frescante per i maggiori conventi e palazzi privati fiorentini. Per esempio affrescò la parte superiore della navata della basilica della Santissima Annunziata, le lunette dei chiostri del Carmine, di Santo Spirito e di San Marco, la sala capitolare di Santa Felicita.
Dipinse anche l'abside della abbazia di San Martino in Campo, distrutta durante i restauri degli anni '70 del '900.
Per tutta la vita non si allontanò dallo stile del suo maestro Volterrano, utilizzandolo in numerose opere facilmente riconoscibili soprattutto dai colori pastelli, dai panneggi morbidi come di velluto, dalle ombre ovattate; lo eguagliò in alcune opere che in passato furono riferite al Volterrano stesso (come i ritratti nel palazzo Galli Tassi), ma in generale non ne raggiunse mai la spregiudicata inventiva, né la libertà della pennellata fluida.